# Antonio de Peguera y de Aymerich
Antonio de Peguera y de Aymerich (Barcelona, 1682 - Valencia, 1707) fue un político, militar y escritor español. Miembro fundador de la Academia de los Desconfiados de Barcelona y primer coronel de las Reales Guardias Catalanas
Era hijo de Guerao de Peguera y de Berardo, primer marqués de Foix y señor de Torrelles de Foix. Fundó, junto con su hermano José Francisco, la Academia de los Desconfiados de Barcelona en 1700, convirtiéndose en uno de los miembros más activos. Cuando la Academia publicó el volumen Nenias reales... (1701) dedicado a la muerte del rey Carlos II "el hechizado", contribuyó con una poesía en catalán: Al comú sentiment de tota Espanya. Romanç heroic (al común sentimiento de toda España. Romance heroico).
Contrario a Felipe de Anjou, como su padre, en las Cortes de 1701-1702. En 1704, junto con el Príncipe de Hesse-Darmstadt, conspiró para entregar Barcelona al archiduque Carlos de Austria, mediante el fallido desembarco de Barcelona de 1704. Huyó a Viena, desde donde gestionó con el embajador inglés el pacto de Génova. El 7 de marzo de 1705 la reina británica Ana firmó poderes para que su enviado Mitford Crowe se reuniera con los vigatans y concluyeran un pacto de incorporación al bando aliado. El 17 de mayo de 1705, el vicario general de la Diócesis de Vich convocó a ocho vigatans en la capilla de San Sebastián. Allí, los vigatans firmaron poderes para que sus emisarios, Antonio de Peguera y de Aymerich, y Domingo Perera, se reunieran en Génova con Crowe. Se facilitaría un desembarco inglés en la costa, a cambio de que Inglaterra defendiera las constituciones y suministrara tropas. El 20 de junio de 1705, los dos emisarios se reunieron con Mitford Crowe para firmar el pacto.
Tomó parte en el ataque de las fuerzas austracistas a Barcelona (septiembre de 1705), y cuando éstas entraron en la ciudad, el archiduque, como rey de España, lo nombró coronel del regimiento de infantería de las Reales Guardias Catalanas, al frente de las cuales defendió la ciudad durante el sitio de 1706. Terminado éste, luchó en Aragón pero, herido, tuvo que retirarse a Valencia, donde murió en 1707.